# Zóis Pánou
Zóis Pánou (grec moderne : Ζώης Πάνου ; 1765 - 29 août 1846) était militaire et sergent de la révolution grecque de 1821, originaire de Paramythiá d’Épire. Il a également servi de mandataire dans diverses assemblées nationales.

## Biographie

### Activités pendant les années pré-révolutionnaires
Zóis Pánou est né en 1765 à Paramythiá et est issu d'une famille aisée et religieuse de la région. Sa sœur était la dernière épouse du chef souliote Fótos Tzavélas (el), Déspo. À la fin du XVIIIe siècle, il travaillait comme marchand à Palerme, en Sicile. Pendant la guerre russo-turque de 1787-1792, il s'engage dans l'armée russe et participe plus tard aux guerres napoléoniennes. À partir de 1805, il sert dans les bataillons grecs des îles Ioniennes, créés par les Russes, qui sont maintenus sous la domination française et britannique, atteignant le grade de capitaine de première classe. Parallèlement, à partir de 1819, il est initié à la Société amicale. En 1820, il prend part à la guerre entre la Sublime Porte et Ali Pacha, d'abord du côté des troupes du sultan puis, après un accord entre Ali et les Souliotes, du côté du pacha de Ioánnina. Dans le cadre de cette guerre, où il est blessé à deux reprises, il se distingue dans les batailles de Manoliása, Theriakísi et Lelóva.

### Action pendant la révolution grecque
En juillet 1821, il participa avec une force armée de Parginiens et de Souliotes, à l'opération ratée des révolutionnaires grecs pour occuper la forteresse de Parga. Le 2 août 1822, il participe avec Kyriakoúlis Mavromichális, Lámbros Véikos (el) et Vassílis Zérvas à la bataille de Splántza (el),,, ayant 120 hommes sous ses ordres. Cette bataille a eu lieu dans le cadre de l'effort de renforcement du Soúli, qui était pressé par les troupes ottomanes, mais la mort de Mavromichális pendant la bataille, alors qu'il se promenait avec quelques hommes pour soutenir la forteresse de Pánou, a annulé la campagne. A la fin de la même année, Pánou se retrouve à Missolonghi assiégé et combat plus tard à la tête de 30 hommes à Tríkeri, Skiathos et Patras. En 1824, il défend Geórgios Karaïskákis lors de son procès, et le 4 avril 1825, il est promu au grade de lieutenant général.
De 1825 à 1826, il participe au deuxième siège de Missolonghi , inclus dans le régiment de son neveu, Kítsos Tzavélas. En fait, avec Ioánnis Papadiamantópoulos et Geórgios Valtinós (el), il se rendit à Zante pour trouver des fournitures et de l'argent. Lors de l'Exode du 10 avril, bien que blessé, il réussit à s'échapper.
Outre les champs de bataille, Pánou a également contribué à la sphère politique de la révolution. Au début de 1822, il participe à la Première Assemblée nationale d'Épidaure, signant le « Gouvernement provisoire » en tant que représentant des Souliotes,, tandis que plus tard il participe aux assemblées nationales d'Astros (1823) et Trézène.

### Dans le contexte de l’État grec
Après la création de l’État grec, Zóis Pánou fut honoré du grade de colonel de la Phalange Royale. Au même moment, en 1842, son recueil de poésie est publié, composé de poèmes qu'il avait écrits pendant la Révolution grecque afin d'encourager les Grecs. Il mourut le 29 août 1846.